# 미즈나미역
미즈나미역(일본어: 瑞浪駅)은 일본 기후현 미즈나미시에 있는 도카이 여객철도 주오 본선의 역이다.

## 역 구조 및 승강장
단선 승강장 1면 1선과 섬식 승강장 1면 2선, 합계 2면 3선의 승강장을 가진 지상역. 1 · 2번선이 본선, 3번선이 부본선으로 되어 있다. 2번선(하행 본선)의 나고야 방향에도 출발 신호기가 설치되어 있어, 이 선부터 나고야 방면으로의 반환도 가능. 2개의 승강장은 2개소로 과선교에 의해 연결되고 있다(가마도 방향의 과선교는 엘리베이터나 에스컬레이터가 설비되어 있다)
역장이 배치되지 않는 역 담당자 배치역(직영역)으로, 다지미역이 이 역을 관리하고 있다. 단선 승강장(1번선)에 인접해서 설치된 역사의 내부에는, 발권 창구등이 설치되어 있다.
| 1 | ■ 주오 본선 | 상행 | 다지미 · 나고야 방면     |                    |
| 2 | ■ 주오 본선 | 하행 | 나카쓰가와 · 나가노 방면 |                    |
| 2 | ■ 주오 본선 | 상행 | 다지미 · 나고야 방면     | 시발 열차의 일부   |
| 3 | ■ 주오 본선 | 하행 | 나카쓰가와 · 나가노 방면 | 아주 일부만        |
| 3 | ■ 주오 본선 | 상행 | 다지미 · 나고야 방면     | 시발 열차의 대다수 |

## 역 주변
- 미즈나미 시청
- 미즈나미 시 종합 문화센터
- 미즈나미 시민 도서관
- 미즈나미 시민 공원
  - 미즈나미 시 화석 박물관
  - 미즈나미 시민 체육관
- 뮤지엄 나카센도
- 도노 후생 병원
- 주오 자동차도 미즈나미 IC
- 국도 제19호선

## 이용 현황
기후 현 통계서에 의하면, 이 역의 하루 평균 승차 인원은 이하와 같이 추이되고 있다.
- 2006년도 - 4,881명
- 2007년도 - 4,764명
- 2008년도 - 4,721명
- 2009년도 - 4,587명

## 역사
- 1902년 12월 21일 : 관설 철도 다지미 - 나카쓰가와 간 정신과 동시에 개업. 일반역.
- 1909년 10월 12일 : 선로 명칭 제정. 주오 사이선의 소속이 된다.
- 1911년 5월 1일 : 선로 명칭 개정. 이 역을 포함한 주오 사이선이 주오 본선으로 편입된다.
- 1984년
  - 1월 10일 : 차급 화물의 취급을 폐지.
  - 2월 1일 : 수하물의 취급을 폐지.
- 1987년 4월 1일 : 일본국유철도 분할 민영화에 의해, 도카이 여객철도의 역이 된다.
- 2006년 11월 25일 : TOICA 도입.

## 인접 역
| 도카이 여객철도 주오 본선       | 도카이 여객철도 주오 본선     | 도카이 여객철도 주오 본선   |
| ------------------------------- | ----------------------------- | --------------------------- |
| 에나 나카쓰가와 · 나가노 방면   | ■ 홈 라이너                   | 도키시 다지미·나고야 방면   |
| 가마도 나카쓰가와 · 나가노 방면 | ■ 센트럴 라이너 ■ 쾌속 ■ 보통 | 도키시 다지미 · 나고야 방면 |